# Friederike Brun
Friederike Brun, (född Münther) född 3 juni 1765 i Gräfentonna, Thüringen och död 25 mars 1835 i Köpenhamn, var en dansk författare, dotter till psalmförfattaren Balthasar Münter. Hon gifte sig med den rike köpmannen Constantin Brun.

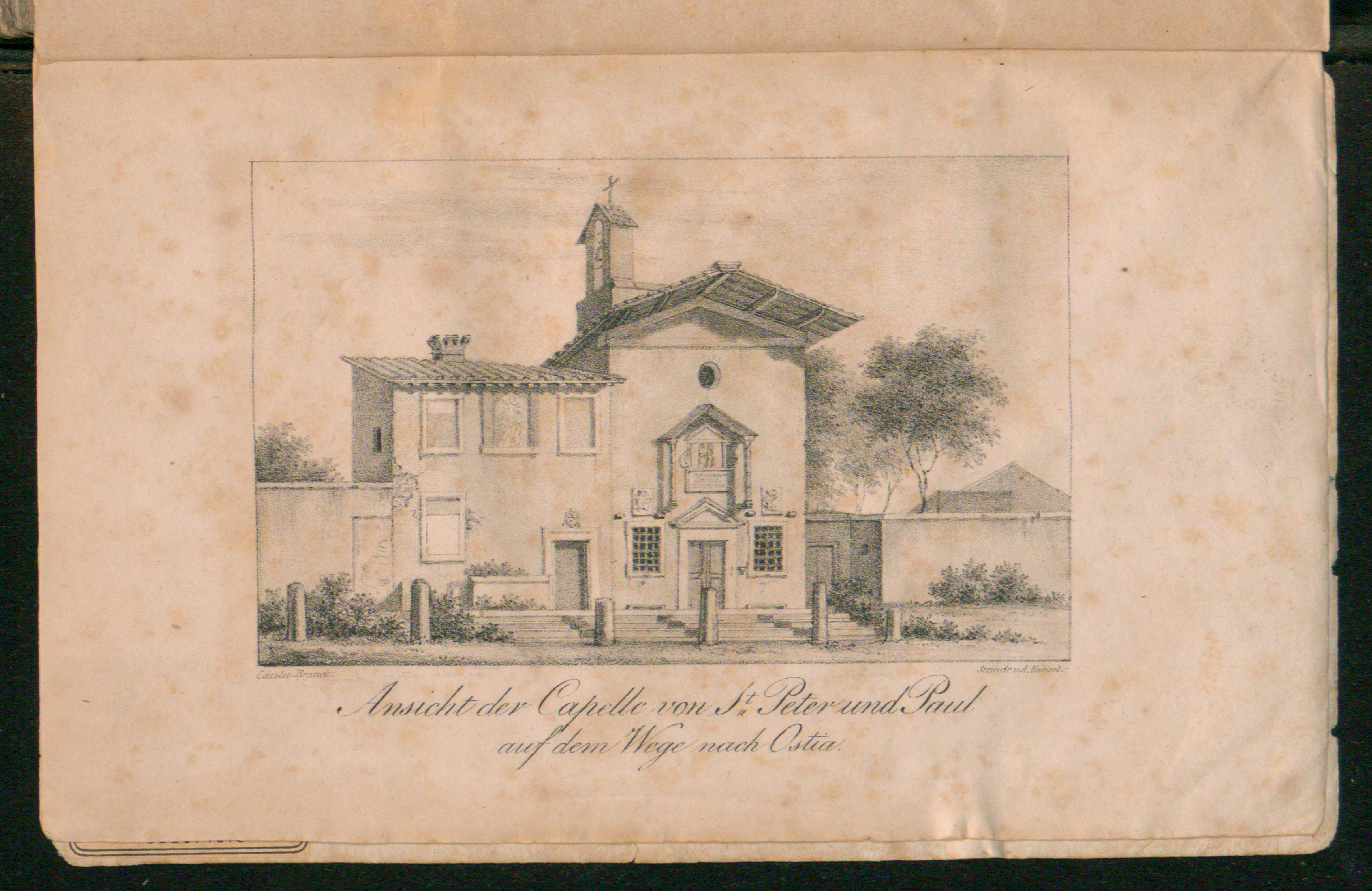
Römisches Leben, 1833

## Tidigt liv
Friederike Brun föddes den 3 juni 1765 i Gräfentonna i nuvarande Thüringen, Tyskland. Hennes far var Balthasar Münter, en författare och teolog, och familjen flyttade till Danmark strax efter Friederikes födelse när fadern fick en tjänst som präst vid Peterskyrkan i Köpenhamn, kyrkan i stadens tyska församling. Hon var ett begåvat barn och fick grundliga kunskaper om litteratur och andra kulturella ämnen i det intellektuella hemmet, men fick aldrig någon formell skolgång. Hennes familj fick ofta besök av tyska och danska litterära figurer som Friedrich Gottlieb Klopstock, Johann Andreas Cramer och bröderna Christian och Friedrich Leopold zu Stolberg-Stolberg, och Johannes Ewald. 
Friederikes far fick dotterns första poetiska experiment publicerade redan 1782. Han gav henne också ett resekonto till Tyskland. Poesi och resor dominerade också resten av hennes litterära karriär. Hennes reseskildringar uppmuntrades av en omfattande reseaktivitet som hon, med stöd av sin mans stora förmögenhet, genomförde från 1789 till 1810 under en tid i sällskap med prinsessan Louisa av Anhalt-Dessau (hustru till hertig Leopold III av Anhalt-Dessau) och poeten Matthisson. Vid den tiden fanns det praktiskt taget inte en man eller en kvinna av någon betydelse i Danmark, Tyskland, Schweiz eller Italien som hon inte kände till, med vilken hon inte hade haft vänskapliga relationer, vars karaktär, med fantasi och förståelse, hon inte mer eller mindre kunde bestämma och beskriva i minsta detalj.

## Litterär karriär och resor
På sina resor träffade hon och blev vän med många ledande europeiska kulturpersonligheter, och de är framträdande i hennes reseskrifter. Med många av dem höll hon en produktiv korrespondens. Bland de europeiska intellektuella hon associerade sig med var Johann Wolfgang von Goethe, Friedrich Schiller, August Wilhelm Schlegel, Johann Gottfried Herder, Wilhelm Grimm och den schweiziska kvinnliga författaren Madame de Staël med vilken hon hade en nära vänskap.
Med Friedrich von Matthisson och med historikern Johannes von Müller tillbringade Brun en tid i Schweiz i Charles Victor de Bonstettens hus. Bonstetten var därefter i flera år gäst i Köpenhamn. Han brevväxlade med henne, och några av hans brev publicerades senare. Efter en lång vistelse i Italien tillbringade hon resten av sitt liv i Köpenhamn.

## Salongerna
Friederike Brun är känd för sina sentimentala oden, resebilder och de estetiska avhandlingar hon författat. Mera känd är hon dock för att hon under den danska guldåldern, under första hälften av 1800-talet, arrangerade litterära salonger på Sophienholm, deras sommarresidens norr om Köpenhamn. På vintern höll hon dem i Köpenhamn, där yngre och äldre danska och tyska skalder samlades omkring husfrun och hennes sköna dotter Adelaide – "Ida". Hennes salonger var inspirerade av Madame de Staëls salonger på Château de Coppet. Dottern, Ida Brun, som presenterade mimade "attityder" inspirerade av Lady Hamilton, var en av de största attraktionerna vid salongerna som hennes mor höll i Köpenhamn, Genève och Rom från 1806 till 1816.
Friederike Brun är känd för att ha skrivit dikten Chamouny at Sunrise, som var originalet till Samuel Taylor Coleridge's Hymn in the Vale of Chamouni.

## Verk

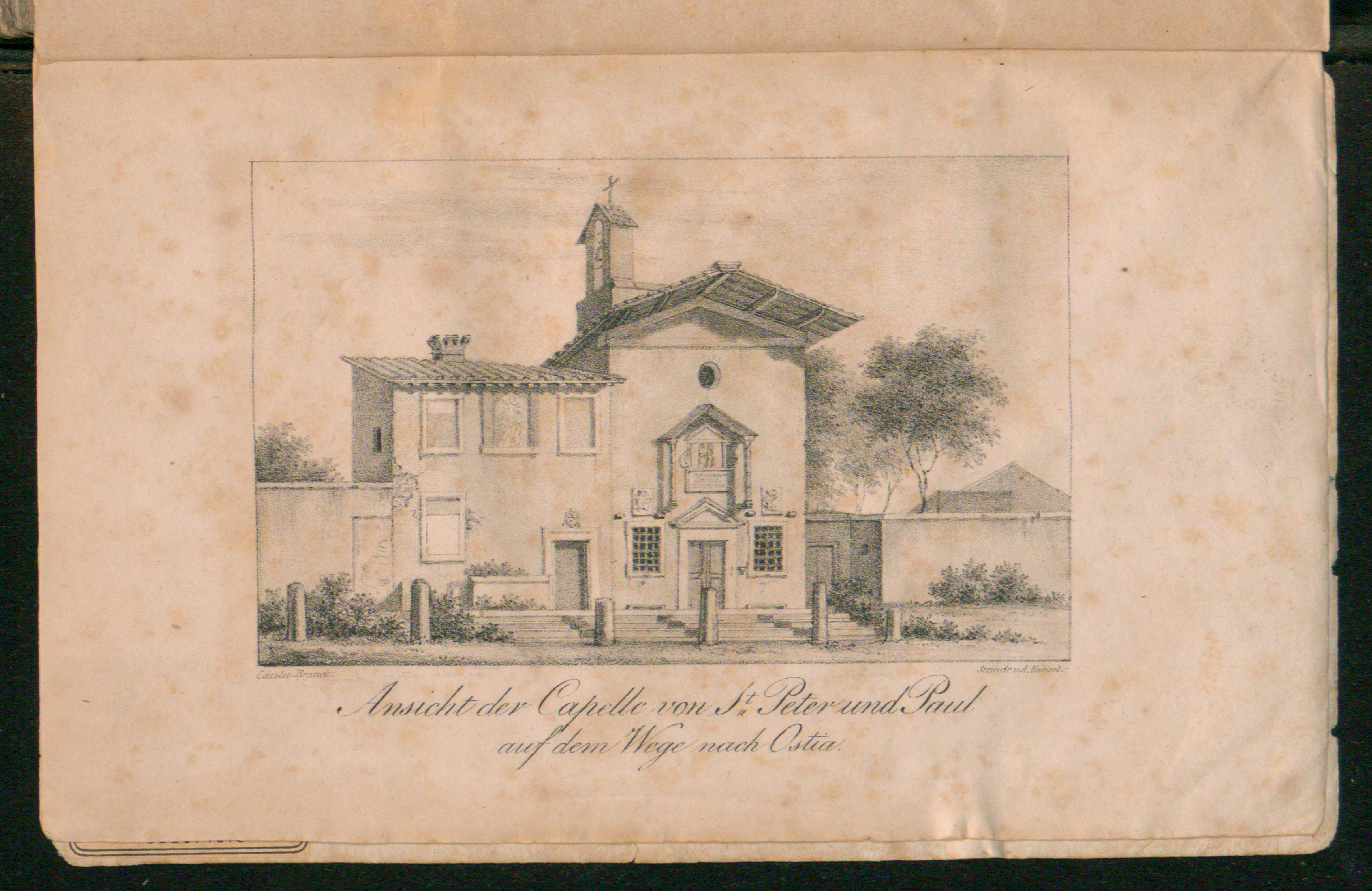
Römisches Leben, 1833

Hennes tidiga poem, utgivna av Matthisson i 1795 (4 ut., Zürich, 1806), följdes av Neue Gedichte (Darmstadt, 1812), och Neueste Gedichte (Bonn, 1820). Hon beskrev sin resor i:
- Prosaische Schriften, 4 volymer, Zürich, 1799-1801
- Brun, Friederike (1800). Tagebuch über Rom. "1". Zurich: Orell, Füssli und Compagnie. http://gutenberg.beic.it/webclient/DeliveryManager?pid=6231137.
- Brun, Friederike (1801). Tagebuch über Rom. "2". Zurich: Orell, Füssli und Compagnie. http://gutenberg.beic.it/webclient/DeliveryManager?pid=6232466.
- Tagebuch einer Reise durch die östliche, südliche und italienische Schweiz, 1800
- Episoden aus Reisen durch das südliche Deutschland etc., 4 volymer, 1807-1818
- Brun, Friederike (1833). Römisches Leben. "1". Leipzig: Brockhaus. http://gutenberg.beic.it/webclient/DeliveryManager?pid=6189611.
- Brun, Friederike (1833). Römisches Leben. "2". Leipzig: Brockhaus. http://gutenberg.beic.it/webclient/DeliveryManager?pid=6190306.